# سرود ملی (آینه سیاه)
سرود ملی (به انگلیسی: The National Anthem)، نخستین قسمت از فصل اول سریال بریتانیایی آینه سیاه است. این اپیزود توسط خالق سریال آینه سیاه یعنی چارلی بروکر نوشته شده‌است و اوتو بتست وظیفه کارگردانی آن را برعهده داشته‌است. سرود ملی نخستین بار در تاریخ ۴ دسامبر ۲۰۱۱ و از کانال ۴ به روی آنتن رفت.
داستان اپیزود در زمان حال و در شهر لندن اتفاق می‌افتد. گروهی ناشناس شاهزاده سوزانا را می‌ربایند و بعد ویدئویی در یوتیوب منتشر می‌کنند که در جریان آن اعلام می‌شود اگر تا بعد از ظهر نخست‌وزیر انگلیس بر روی آنتن زنده تلویزیون با یک خوک رابطه جنسی نداشته باشد، شاهزاده سوزانا به قتل خواهد رسید. در حالی که جوی پر از وحشت و ترس بر لندن حاکم شده نخست‌وزیر سعی می‌کند با تیم‌های جاسوسی این افراد ناشناس را پیدا و قضیه را حل کند اما طولی نمی‌کشد که می‌فهمد چالش با تروریست‌های عجیب قصه سخت‌تر از آنی است که در ابتدا می‌پنداشته‌است.
این اپیزود با تحسین گسترده‌ای از سوی منتقدین و تماشاگران مواجه شد و واکنش‌های مثبتی را برانگیخت.